# Per l'Italia nel Mondo
Per l'Italia nel Mondo è stata una lista elettorale italiana di destra, ispirata da Alleanza Nazionale e organizzata dal ministro uscente Mirko Tremaglia per le elezioni politiche del 2006, esclusivamente per la circoscrizione Estero.
La lista ha ottenuto il 7,42% alla Camera e il 7,30% al Senato, giungendo in entrambi i casi quarta, ed eleggendo un deputato: Giuseppe Angeli, nella ripartizione America meridionale. Questi si è quindi iscritto al gruppo parlamentare di Alleanza Nazionale.
Fra i candidati della lista spiccava inoltre la cantante Rita Pavone.

## Risultati elettorali
| Elezione                                             | Elezione | Voti   | %     | Seggi  |
| ---------------------------------------------------- | -------- | ------ | ----- | ------ |
| Politiche 2006                                       | Camera   | 72 105 | 7,42  | 1 / 12 |
| Senato                                               | 65 055   | 7,30   | 0 / 6 |        |
| I dati sono relativi alla sola circoscrizione Estero |          |        |       |        |